# NGC 319
NGC 319 é uma galáxia espiral barrada (SBa) localizada na direcção da constelação de Phoenix. Possui uma declinação de -43° 50' 19" e uma ascensão recta de 0 horas, 56 minutos e 57,6 segundos.
A galáxia NGC 319 foi descoberta em 5 de Setembro de 1834 por John Herschel.